# Maja (gwiazda)
Maja (20 Tauri) – czwarta (po Alkione, Atlas i Elektrze) pod względem jasności gwiazda gromady otwartej Plejad (M 45) w konstelacji Byka. Należy do jasnych gwiazd widocznych gołym okiem (+3,87m), świeci z odległości 383 lat świetlnych. Plejady najlepiej widać na jesiennym i zimowym niebie.

## Nazwa
Gwiazda ta nosi tradycyjną nazwę Maja, wywodzącą się z mitologii greckiej. Nimfa Maja była jedną z Plejad, córek Atlasa i Plejone. Grupa robocza Międzynarodowej Unii Astronomicznej do spraw uporządkowania nazewnictwa gwiazd zatwierdziła użycie nazwy Maja dla określenia tej gwiazdy.

## Charakterystyka
Maja jest gwiazdą biało-niebieską o typie widmowym B8, emitującą 660 razy więcej energii niż Słońce. Temperatura jej powierzchni wynosi prawdopodobnie 12 600 K. Średnica 5,5 średnicy Słońca plasuje ją w kategorii olbrzymów. Maja wypaliła swoje zapasy wodoru lub wypali je w dość krótkim czasie i prawdopodobnie zakończy swój żywot jako biały karzeł.
Podobnie jak inne gwiazdy gromady Plejad, Maja spowita jest mgławicą refleksyjną (NGC 1432). Obraca się dość powoli i co za tym idzie ma dość stabilną atmosferę, w której dochodzi do separacji pierwiastków chemicznych i widmo jest wzbogacone w rtęć i mangan.
Gwiazda ta ma także dość ciekawą historię badań. Około pięćdziesięciu lat temu astronom Otto Struve zasugerował, że jest ona gwiazdą lekko zmienną z okresem kilku godzin. Tym samym stała się prototypem całej klasy gwiazd „zmiennych typu Mai”, do których należał Pherkad (gamma Ursae Minoris). Astronomowie spierali się od tamtego czasu na temat tej klasy gwiazd. Ostatecznie ustalono, że Maja jest gwiazdą stabilną i nie zmienia swej jasności (aczkolwiek kilka innych gwiazd należących do klasy „zmienne typu Mai” jest istotnie gwiazdami zmiennymi).